# TU-r

Afișul turneului național TU-r; include datele desfășurării evenimentelor, dar și locurile unde au avut loc acestea.

TU-r a fost un turneu național din 2010 desfășurat în 22 de orașe (21 fără orașul în care a avut loc concertul inaugural și cel de final), la care s-au strâns peste 16.000 de fani. Evenimentele au fost ținute de cei doi rapperi români Guess Who și Spike. Concertul inaugural a avut loc pe 11 februarie în Jet Set Events Hall (București) și a constat de fapt în lansarea albumului lui Spike, Rămânem Prieteni; cei doi au plecat în alte 21 de orașe, iar turneul s-a încheiat pe 24 aprilie în locul unde s-a ținut primul eveniment. La ultimul concert a fost lansată o nouă piesă numită „PI2DE”.
În septembrie 2010, cei doi cântăreți au început al doilea turneu național, numit reTU-r. Acesta a fost ultimul turneu în formula Guess Who și Spike, urmând ca la terminarea acestuia, în concerte, cei doi artiști să-și întâlnească separat fanii.

## Desfășurare
| Data desfășurării evenimentului | Locația                         |
| ------------------------------- | ------------------------------- |
| 11 februarie                    | București - Jet Set Events Hall |
| 12 februarie                    | Constanța - Club Wish           |
| 13 februarie                    | Brăila - Green Club             |
| 18 februarie                    | Roman - Club Save               |
| 19 februarie                    | Botoșani - City Central         |
| 20 februarie                    | Suceava - Club Babylon          |
| 25 februarie                    | Craiova - Soho the Club         |
| 26 februarie                    | Pitești - Club Zion             |
| 27 februarie                    | Rovinari - Club XS              |
| 4 martie                        | Cluj Napoca - Club Ring         |
| 5 martie                        | Sibiu - Club Kapital            |
| 6 martie                        | Alba Iulia - E-Sensy Club       |
| 11 martie                       | Baia Mare - Gold Time           |
| 12 martie                       | Oradea - No Problem             |
| 13 martie                       | Satu Mare - Club Insomnia       |
| 18 martie                       | Brașov - No Problem             |
| 19 martie                       | Bacău - Club Zebra              |
| 20 martie                       | Focșani - Club Apollo           |
| 24 martie                       | Arad - Club Space               |
| 25 martie                       | Timișoara - Youtopia            |
| 26 martie                       | Hunedoara - Club Mojo           |
| 27 martie                       | Târgu Mureș - Club Apollo       |